# Киров (канонерская лодка)
Канонерская лодка «Киров», переоборудованный в 1941 году волжский речной колесный буксирный пароход «С. М. Киров» типа «Усыскин». Во время Великой Отечественной войны — канонерская лодка Волжской военной флотилии, участвовала в Сталинградской битве. За военные заслуги многие члены экипажа канонерской лодки были награждены орденами и медалями.

## Описание судна
«С. М. Киров» относится к колёсным буксирам со стальным корпусом. В отличие от систершипов его длина составляла 55,2 метра, а расчётная ширина 7,6 м, габаритная ширина — 17 м, осадка — 1,25 м, водоизмещение — 400 тонн. Максимальная скорость (без воза) — 18,5 узлов, дальность плавания экономическим ходом 16,5 узлов — 2450 км. Экипаж 28 человек. Каюты экипажа были размещены в корпусе, над колёсами размещались четыре каюты для капитана, первого помощника и механика. Элементы стального корпуса соединялись сваркой, надстройка была изготовлена из дерева. Энергетическая установка — паровой двигатель мощностью 480 л. с., работающий на угле. Запас топлива, размещённого в двух угольных бункерах, составлял 80 тонн. Электричеством судно обеспечивалось с помощью пародинамо. В движение судно приводилось двумя гребными колёсами, расположенными по бортам. Для управления и передачи информации использовался машинный телеграф и переговорные трубы. Внутренние системы и трубопроводы состояли из паропровода, трубопровода питательной воды, газоотводного трубопровода с дымовой трубой, пожарно-осушительной системы, систем водоснабжения, сточной, отопления, вентиляции машинного отделения и помещений в корпусе и надстройке.
Рулевое устройство состояло из одного полубалансирного руля с секторной рулевой машиной. Якорная система из двух носовых и одного кормового якоря Холла, размещённых в клюзах. Механизм подъёма носовых якорей — паровой брашпиль, кормового — шпиль. Буксирный механизм включал один поворотный буксирный гак и три арки. Швартовые устройства включали восемь кнехтов и четыре киповые планки, швартовка осуществлялась стальным тросом. На буксире были установлены фок-мачта и грот-мачта, а также носовой флагшток. В качестве сигнальных устройств применялись четыре топовых огня, два круговых, бортовые зелёный и красный и три кормовых огня. Для звуковой сигнализации использовался паровой свисток. На буксире имелась одна деревянная вёсельная шлюпка, вываливавшаяся за борт на поворотной шлюпбалке с приводом от ручных талей. Навигационные средства состояли из одного ручного лота. Противопожарные средства традиционные: багор, кошма, ящик с песком, пожарные лом, вёдра, топор.

## История

### Мобилизация
Одной из особенностей предвоенных мобилизационных планов было отсутствие мероприятий по мобилизации судов Волжского речного бассейна — географическое положение Волги считалось достаточно удалённым от предполагаемых театров военных действий. Это привело к отсутствию заранее подготовленной техдокументации, а сами суда при проектировании и строительстве не адаптировались под нужды мобилизации. Другим фактором, влиявшим на переделку судов по требованиям ВМФ, стало переключение судостроительных заводов на выпуск сухопутной военной продукции.
Общий ход военных действий в 1941 году потребовал значительного пересмотра предвоенных планов. 27 октября 1941 года было принято решение о создании Волжской военной флотилии на базе Учебного отряда кораблей. Буксирный пароход «С. М. Киров» был мобилизован 16 июля 1941 года и реконструирован в канонерскую лодку с одновременным переподчинением Военно-морскому флоту. Одновременно имя парохода было изменено на сокращённый вариант «Киров». На перестройку отводилось 20 суток, вся техдокументация ограничивалась тактико-техническим заданием объёмом в несколько страниц, а заводы, проводившие работы, находились на расстоянии 300 км друг от друга. В соответствии с приказом канонерская лодка должна была встать в строй 15 августа 1941 года, но из-за нехватки материалов и вооружения, а также по причине слабой подготовки вновь формируемого экипажа, корабль был готов только в конце сентября.
Реконструкция судна предусматривала большое количество работ. На канонерку устанавливалось два 100-мм орудия Б-24-БМ, два 45-мм орудия 21-К, три 7,62-мм пулемета и дальномер. Для них требовалось изготовить подкрепления, обеспечивающие сохранность судовых конструкций при ведении огня. Во время реконструкции проявилась недостаточная продольная прочность буксира (при волнении корпус изгибался), что требовало обязательного укрепления корпуса. Для уменьшения работ носовое орудие разместили над поперечной переборкой. Кормовое орудие установили над вновь созданной переборкой, выгораживающей артиллерийский погреб.
Один из двух угольных бункеров переделали в артиллерийский погреб для хранения боеприпасов. В нём были установлены стеллажи для боезапаса, системы орошения, осушения, вентиляции и освещения. Система осушения основывалась на отдельных паровых эжекторах. Электропроводка для освещения монтировалась в металлических трубах и подводилась к герметичным плафонам. Выключатели монтировались в тамбуре, где находилась лампа, сигнализирующая о включенном освещении. Переборки и подволок обшили гидроизоляцией, для которой вместо пробки использовали подручные материалы: фанеру, толь, кошму. Вместо деревянной палубы над погребом установили металлическую.

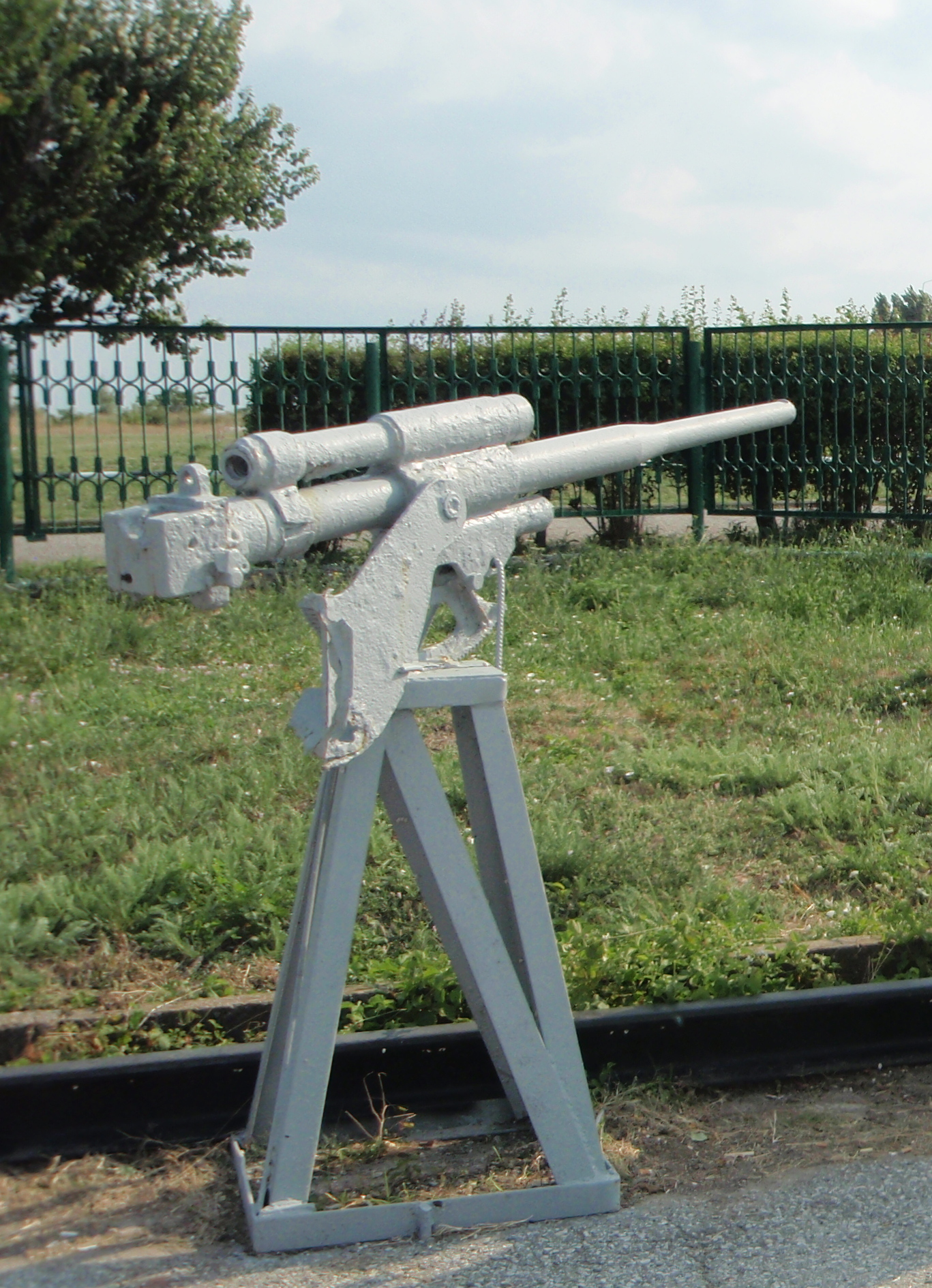
45-мм зенитное орудие 21-К, подобное тому, что было установлено на канонерской лодке «Киров»

Жилые помещения для размещения экипажа были полностью переоборудованы и позволили размещать до 72 человек. Для этого каюты экипажа, которые располагались в корпусе, перепланировали в два кубрика, которые вмещали 28 и 38 человек. Кубрики оборудовали двухъярусными койками, рундуками и тумбочками, вешалками для верхней одежды и пирамидами для личного оружия. В межкоечных проходах установили столы для приёма пищи. Каюты капитана и механика перестроили в четыре, которые заняли командир, комиссар, командиры БЧ-2 (артиллерийская) и БЧ-5 (электромеханическая). Третью каюту отвели под кают-компанию, а четвёртую — под радиорубку. Камбуз, прачечную и гальюн не переделывали, а в умывальнике увеличили количество кранов с трех до шести.
К орудиям, погребам и дальномеру проводились переговорные трубы. Мачты оборудовались средствами подъёма сигнальных флагов, а для хранения самих флагов изготавливался специальный ящик. На корабле монтировались средства затемнения. Отсутствие подготовленной техдокументации требовало изготовления чертежей и схем по месту, что осложнялось нехваткой квалифицированного инженерного и рабочего персонала. Кроме этого, остро ощущался недостаток металла, в том числе броневого проката. Но в распоряжении судостроителей оказалась 8 мм броня, от которой отказались производители танков, — этой бронёй, вопреки техзаданию, обшили рубку.
Военно-морской флаг на речной канонерской лодке «Киров» был поднят 15 августа 1941 года, а 10 декабря канлодка вошла в состав Волжской военной флотилии.

### Участие в Сталинградской битве
К лету 1942 года канлодка «Киров» входила в дивизион канонерских лодок 2-й бригады речных кораблей (2-я БРК). Во 2-ю БРК также входили канонерки «Щорс», «Федосеенко», «Чапаев» (в составе дивизиона), дивизион плавучих 152-мм батарей № 97 и 98, отряд бронекатеров (четыре единицы), отряд полуглиссеров и батальон морской пехоты. Канонерская лодка принимала участие в боевых действиях с 25 июля 1942 по 2 февраля 1943 года. Канлодкой командовал капитан-лейтенант А. А. Поздняков, а военным комиссаром был политрук Тверской Арон Мордух-Сруневич.
По плану, который был разработан штабом флотилии и утверждён военным советом Сталинградского фронта 5 августа, канонерская лодка в составе 2-й БРК располагалась на огневых позициях ниже Красноармейска и оперативно подчинялась командованию 64-й армии. Кроме «Кирова» в дивизион канонерских лодок 2-й БРК входили систершипы «Федосеенко» и «Щорс». Во время первого штурма Сталинграда (13 — 26 сентября) «Киров» поддерживал огнём войска 57-й армии, прикрывая переправы у Светлого Яра. К концу первого сентябрьского наступления вермахта зона ответственности расширилась от Красноармейска до Райгорода. 25 — 26 сентября части 57-й армии пытались контрнаступать. 15-я гвардейская дивизия при огневой поддержке канонерских лодок 2-й БРК смогла выбить противника из нескольких населённых пунктов. Командующий армией генерал-лейтенант Ф. И. Толбухин объявил благодарность речникам-артиллеристам за отличную стрельбу. 12 октября приказом Сталинградского фронта все канонерские лодки были включены во фронтовую артиллерийскую группу, при этом «Киров» вошёл в армейскую артиллерийскую группу 57-й армии. Во время обострения ситуации в период с 25 по 31 октября «Киров» оказывал поддержку войскам 57-й армии в районах Тундутово и Дубовый Овраг. 31 октября все канонерские лодки 2-й БРК были отправлены в район Гурьева и Астрахани на зимовку.

### Послевоенная судьба
С 19 мая 1943 канонерская лодка находилась в оперативном подчинении пароходства «Волготанкер» Народного комиссариата речного флота и обеспечивала проводку нефтеналивных барж. 6 ноября 1943 года канонерская лодка была разоружена и снова стала буксирным пароходом, которому снова вернули имя «С. М. Киров». 10 апреля 1945 года буксир предложили переименовать в «Ливадия», но судно сохранило своё первоначальное имя. 22 марта 1947 года буксирный пароход «С. М. Киров» за особые заслуги экипажа во время Великой Отечественной войны был отмечен совместной мемориальной доской министерства речного флота и военно-морского штаба СССР. 14 июня 1967 заслуженный ветеран был выведен из списков судов министерства речного флота РСФСР и сдан во «Вторчермет» на разделку.

## Комментарии
1. ↑  Александр Андреевич Поздняков (родился в 1896 году) за командование канонерской лодкой во время Сталинградской битвы был награждён орденом Красной Звезды[11].
2. ↑  Тверской Арон Мордух-Сруневич (родился в 1903 году) закончил войну в звании капитан-лейтенант, был награждён двумя орденами Отечественной войны II степени (оба в 1944 году), двумя орденами Красной Звезды (1942 и 1944 год).